# 徳島師範学校
徳島師範学校 （とくしましはんがっこう） は第二次世界大戦中の1943年 （昭和18年） に、徳島県に設置された師範学校である。
本項は、徳島県師範学校・徳島県女子師範学校などの前身諸校を含めて記述する。

## 概要
- 徳島県師範学校・徳島県女子師範学校の統合・官立移管により設置され、男子部・女子部を置いた。
- 1874年 （明治7年） 創立の徳島師範期成学校を起源とする。
- 第二次世界大戦後の学制改革で新制徳島大学学芸学部の母体の一つとなったが、鳴門教育大学開学に伴い教員養成機能は鳴門教育大学に移行し、徳島大学教育学部(1966年に学芸学部より改称)は総合科学部に移行して現在に至っている。
- 同窓会は 「渭水会」 （いすいかい） と称し、旧制・新制 （徳島大学学芸学部・教育学部・総合科学部） 合同の会である。

## 沿革

### 名東県立、高知県立期

#### 徳島師範期成学校、名東県師範学校
- 1874年3月： 名東県、官立師範学校卒業生 檜垣直右・中島恭平を招聘。
- 1874年5月1日： 旧藩校 長久館内期成小学校に徳島師範期成学校を創設。
  - 現・徳島市徳島町城内、内町小学校付近。
  - 生徒を甲 （修学期間10ヶ月）・乙に分けた。入学資格は16歳以上・種痘済・翻訳書が読めること。
- 1875年8月： 教員伝習処 （現職教員の再教育機関） を設置。
- 1875年10月： 附属小学校を設置[1]。
- 1875年11月： 名東県師範学校と改称。

#### 高知県徳島師範学校
- 1876年9月25日： 高知県師範学校分校と改称。
  - 同年8月に名東県が廃止され、旧・阿波国部分が高知県に編入されたため。
  - 旧・淡路国部分は兵庫県に編入された。淡路島にあった師範学校支校については兵庫県立洲本高等学校#沿革を参照。
- 1876年12月25日： 高知県師範学校徳島支校と改称。
  - 同月、高知県師範学校規則に準拠。修業年限2年 （4級制）、入学資格18歳-35歳となる。
- 1877年2月7日： 高知県徳島師範学校と改称[2]。
- 1878年12月20日： 高知県、名東郡富田浦に徳島女子師範学校を創設。
  - 現・徳島市富田浜1丁目、徳島銀行本店付近。勧工場 （女紅場） 跡。
  - 修業年限3年、入学資格は14歳-25歳。

### 徳島県立期

#### 旧・徳島師範学校
- 1880年3月： 現・徳島県が高知県から分離。
- 1880年4月16日： 徳島師範学校と改称。
  - 初代校長： 四十宮哲太郎。
- 1880年6月： 徳島女子師範学校廃止。跡地は徳島中学校附属女学校に。
- 1880年10月： 徳島師範学校規則を制定。
  - 入学資格を16歳以上に変更。
- 1882年7月： 師範学校教則大綱に準拠し規則改正。
  - 初等科 （17歳以上、1年制）・中等科 （16歳以上、2年制）・高等科 （15歳以上、3年制） を設置[3]。
- 1885年2月10日： 体操場から出火し、校舎全焼 （名東郡徳島町文学講習所及び名東郡集会所へ仮移転[4]）。
- 1885年9月12日： 旧藩 富田東御殿跡 （現・徳島市万代町、徳島県庁所在地） の徳島中学校新校舎に併設。

#### 徳島尋常師範学校、徳島県尋常師範学校
- 1887年1月7日： 師範学校令に準拠し徳島尋常師範学校と改称。
  - 本科4年制、入学資格17歳-20歳。全寮制となる。
- 1890年7月： 女子部を設置。
  - 8月から3年制・入学資格15歳-20歳となる。
- 1891年： 女子部、大字徳島町字本町北 （現・徳島市徳島町2丁目） の女学校跡に移転。
- 1893年4月： 徳島県尋常師範学校と改称。

#### 徳島県師範学校
- 1898年4月： 師範教育令に準拠し徳島県師範学校と改称。
- 1899年4月： 徳島市大字常三島村 （現・南常三島町1丁目、徳島大学総合科学部所在地） の新校舎に移転。
- 1899年5月4日： 開校式を挙行。
- 1908年3月： 本科第二部を設置 （男子： 中学卒対象、1年制。女子： 高女卒対象、2年制）。
- 1908年4月： 女子部を分離し、徳島県女子師範学校を設置。
  - 徳島県師範学校は男子校となった。
- 1925年4月： 本科第一部を5年制 （2年制高等小学校卒対象） に、本科第二部を2年制に変更[5]。
- 1926年5月： 専攻科を設置 （1年制）。

#### 徳島県女子師範学校
前史
- 1878年12月20日： 高知県、名東郡富田浦に徳島女子師範学校を創設。
  - 現・徳島市富田浜1丁目、徳島銀行本店付近。勧工場 （女紅場） 跡。
  - 修業年限3年、入学資格は14歳-25歳。
- 1880年6月： 徳島女子師範学校廃止。跡地は徳島中学校附属女学校に。

徳島県女子師範学校
- 1890年7月： 徳島尋常師範学校に女子部を設置。
- 1891年： 大字徳島町字本町北 （現・徳島市徳島町2丁目） の女学校跡に移転。
- 1908年4月： 徳島県師範学校から女子部が分離独立し、徳島県女子師範学校開設。
  - 大字徳島町字本町北86番 （現・徳島市中徳島町） の県立高等女学校に併設。
  - 本科第一部 （4年制）・本科第二部 （2年制。高等女学校卒対象） を設置。
  - 初代校長： 寄藤好実。
- 1925年4月： 本科第一部を5年制に変更。
- 1926年4月： 専攻科を設置 （1年制）。

### 官立期

#### 徳島師範学校
- 1943年4月1日： 徳島県師範学校・徳島県女子師範学校を統合し、官立徳島師範学校設置。
  - 旧徳島県師範学校校舎に男子部、旧徳島県女子師範学校校舎に女子部を設置。
  - 本科 （3年制。中等学校卒対象）・予科 （2年制。高等小学校卒対象） を設置。
- 1945年7月4日： 徳島空襲で男子部・女子部ともに全焼。
  - 男子部に引き継がれていた旧藩校 長久館の蔵書も焼失。
  - 女子部、南島田町1丁目の本願寺に移転。
- 1945年8月： 女子部上級生、美馬郡江原町 （現・美馬市脇町） の国民学校へ移転。
- 1945年10月： 男子部、麻植郡鴨島町 （現・吉野川市） の筒井製糸工場で授業再開。
  - 女子部は麻植郡西尾村西麻植 （現・吉野川市） の江川遊園地に移転。
- 1947年9月： 男子部、徳島市田宮町 （現・北田宮） の渭城中学校に移転。
- 1947年11月： 女子部、徳島市昭和町の徳島医専跡 （現・中昭和町、富田中学校） に移転。
- 1947年12月： 男子部、常三島校地に復帰。
- 1949年3月： 女子部も常三島に移転 （男子部・女子部統合）。
- 1949年4月： 男子部・女子部の附属校を統合。
- 1949年5月31日： 新制徳島大学発足。
  - 徳島師範学校は徳島青年師範学校と共に学芸学部の母体として包括された。
- 1951年3月： 徳島大学徳島師範学校 （旧制）、廃止。

## 歴代校長
徳島県師範学校（前身諸校を含む）
- 山田邦彦：1889年12月18日[6] -
- 沢村勝支：1890年7月25日 -
- 三宅五郎三郎：1892年4月1日 - 1896年6月1日
- 松尾貞次郎：1896年6月11日 - 1899年6月28日
- 岩崎春二郎：1899年6月28日 - 1902年9月1日死去
- 小田省吾：1902年9月15日 - 1907年7月1日
- 渡辺千治郎：1907年7月1日 -

徳島県女子師範学校
- 寄藤好実：1908年3月27日 - 1917年7月6日
- 伊藤義彦：1917年7月6日 -

官立徳島師範学校
- 甲藤義治：1943年4月1日[7] - 1945年7月25日[8]
- 寿美金三郎:1945年7月25日[8] -
- 加藤清一：1946年8月 - ?
- 鶴田常吉
  - 新制徳島大学学芸学部 初代学部長

## 校地の変遷と継承
徳島師範学校男子部
前身の徳島県師範学校から引き継いだ徳島市南常三島町1丁目の校地 （常三島校地） を使用したが、1945年7月の空襲で守衛室以外を焼失した。第二次世界大戦終戦後は、麻植郡鴨島町 （現・吉野川市） の筒井製糸工場で授業を再開した。一時、徳島市田宮町 （現・北田宮） の県立渭城中学校 （現・徳島県立城北高等学校） に移転した後、1947年12月に元の常三島校地に復帰した。常三島校地は後身の新制徳島大学に引き継がれ、現在に至っている （現・常三島キャンパス。なお、旧制師範学校跡地は現・総合科学部で、東側の現・工学部一帯は旧制徳島高等工業学校の跡地である）。
徳島師範学校女子部
前身の徳島県女子師範学校から引き継いだ徳島市徳島本町2丁目 （現・中徳島町） の校地を使用したが、1945年7月の空襲で校舎を焼失した。疎開を経て、第二次世界大戦終戦後の1945年、麻植郡西尾村西麻植 （現・吉野川市） の江川遊園地 （のちの吉野川遊園地） に移転した。1947年11月に徳島市中昭和町の徳島医専跡 （現・富田中学校） に移転した後、1949年3月、男子部校地 （常三島） に移転し、男子部・女子部が統合された。中徳島町の旧校地は現在、元併設校 （旧制徳島県立高等女学校） の後身校、徳島県立城東高等学校の校地となっている。

## 著名な出身者
- 阿部茂夫 - 盈進学園校長・衆議院議員
- 天野節 - 洋画家
- 佐野比呂志 - 洋画家
- 今枝蝶人 - 俳人
- 岡田みゆき - 小説家
- 原田一美 - 児童文学作家
- 吹田文明 - 版画家
- 吉田テフ子 - 作詞家

## 関連書籍
- 徳島大学50年史編集委員会（編）　『徳島大学五十年史』　徳島大学50年史編集委員会、2000年6月、16頁-20頁。
- 徳島市史編さん室（編）　『徳島市史 : 第4巻 教育編・文化編』　徳島市教育委員会、1993年10月、488頁-518頁・524頁-526頁。